# کتی ۴۷۱۱
سیارک ۴۷۱۱ (به انگلیسی: 4711 Kathy، نامگذاری:1989KD) چهار هزار و هفتصد و یازدهمین سیارک کشف شده‌است که در ۳۱ مه ۱۹۸۹ کشف شد.
قدر مطلق سیارک برابر ۱۲٫۲۰ است.